# گئورگ کوتیانتس
گئورگ کوتیانتس (ارمنی: Գևորգ Վարդանի Կոթյանց؛ ۱۲ نوامبر ۱۹۰۹ – ۲۸ اوت ۱۹۹۶) یک نقاش اهل ارمنستان بود.

## زندگی‌نامه
در ۱۲ نوامبر ۱۹۰۹ در شوشی به دنیا آمد  وی همچنین برندهٔ جوایزی همچون مدال "برای دفاع از لنینگراد" شده‌است. وی در ۲۸ اوت ۱۹۹۶ در سن پترزبورگ درگذشت